# Jyutping
Le Jyutping (chinois traditionnel : 粵拼 ; chinois simplifié : 粤拼 ; pinyin : yuèpīn ; cantonais Jyutping : jyut⁶ ping³ ; anglais : Linguistic Society of Hong Kong Cantonese Romanization Scheme), créé en 1993, est un des systèmes de romanisation du cantonais. La Société de linguistique de Hong Kong (LSHK), une société savante fondée le 8 mars 1986 à Hong Kong, est à l'origine du système de romanisation du cantonais connu sous ce nom.
Le nom Jyutping est une abréviation de son nom complet en chinois (chinois : 香港語言學會粵語拼音方案 ; cantonais Jyutping : heong¹ gong² jyu⁵ jin⁴ hok⁶ wui² jyut⁶ jyu⁵ ping³ jam¹ fong¹ on³) qui signifie « système de transcription de la langue cantonaise de la Société de linguistique de Hong Kong ». Étant donné que son nom initial n'a pas compris le nom de la société:121, le nom Jyutping est en effet un sigle ; en conséquence il ne peut pas s'analyser caractère par caractère.
Le Jyutping s'écarte des systèmes antérieurs de romanisation du cantonais (environ 12, y compris le travail pionnier de Robert Morrison de 1828, la romanisation standard (en), celle de Yale (en) largement utilisée, ainsi que la romanisation de Sidney Lau (en)) en mélangeant certaines particularités de ces systèmes antérieurs jugées avantageuses et en introduisant une orthographe uniforme qui ne nécessite que les caractères ASCII.

## Histoire
Le 5 septembre 1992, la LSHK organise un congrès scientifique pour discuter la multiplicité de systèmes de romanisation du cantonais. À la suite du congrès, le Groupe de travail sur Jyutping (粵語拼音方案工作組, « groupe de travail sur un système de transcription du cantonais » ; anglais : Jyutping Work Group) se forme:121. Après un an, en décembre 1993, la version préliminaire de Jyutping est publié:121. 
En 2018, pour mieux refléter la phonologie cantonaise, le jeu de finales est mis à jour par la LSHK par l'ajout des finales -a et -oet. En effet, la société a trouvé l'hypothèse que la voyelle /ɐ/ soit toujours suivi par une consonne faux. Quant à la finale -oet, il a été reconnu auparavant, en 1997, par le groupe de travail mentionné avant.

## Initiales
| b /p/ 巴   | p /pʰ/ 怕   | m /m/ 媽  | f /f/ 花 |          |
| d /t/ 打   | t /tʰ/ 他   | n /n/ 那  |          | l /l/ 啦 |
| g /k/ 家   | k /kʰ/ 卡   | ng /ŋ/ 牙 | h /h/ 蝦 |          |
| gw /kʷ/ 瓜 | kw /kʰʷ/ 誇 |           |          | w /w/ 蛙 |
| z /ts/ 渣  | c /tsʰ/ 叉  |           | s /s/ 沙 | j /j/ 也 |

## Finales
| aa /aː/ 沙 | aai /aːi/ 徙 | aau /aːu/ 梢 | aam /aːm/ 三 | aan /aːn/ 山 | aang /aːŋ/ 坑 | aap /aːp/ 圾 | aat /aːt/ 剎 | aak /aːk/ 客 |
| a /ɐ/      | ai /ɐi/ 西   | au /ɐu/ 收   | am /ɐm/ 心   | an /ɐn/ 新   | ang /ɐŋ/ 笙   | ap /ɐp/ 濕   | at /ɐt/ 失   | ak /ɐk/ 塞   |
| e /ɛː/ 些  | ei /ei/ 四   | eu /ɛːu/ 掉  | em /ɛːm/ 舐  |              | eng /ɛːŋ/ 鄭  | ep /ɛːp/ 夾  |              | ek /ɛːk/ 石  |
| i /iː/ 詩  |              | iu /iːu/ 消  | im /iːm/ 閃  | in /iːn/ 先  | ing /ɪŋ/ 星   | ip /iːp/ 攝  | it /iːt/ 洩  | ik /ɪk/ 識   |
| o /ɔː/ 疏  | oi /ɔːi/ 開  | ou /ou/ 蘇   |              | on /ɔːn/ 看  | ong /ɔːŋ/ 桑  |              | ot /ɔːt/ 喝  | ok /ɔːk/ 索  |
| u /uː/ 夫  | ui /uːi/ 灰  |              |              | un /uːn/ 寬  | ung /ʊŋ/ 鬆   |              | ut /uːt/ 闊  | uk /ʊk/ 叔   |
| oe /œː/ 鋸 |              |              |              |              | oeng /œːŋ/ 商 |              | oet /œːt/    | oek /œːk/ 削 |
|            | eoi /ɵy/ 需  |              |              | eon /ɵn/ 詢  |               |              | eot /ɵt/ 摔  |              |
| yu /yː/ 書 |              |              |              | yun /yːn/ 孫 |               |              | yut /yːt/ 雪 |              |
|            |              |              | m /m̩/ 唔     |              | ng /ŋ̩/ 吳     |              |              |              |

- Les finales m et ng ne peuvent être utilisées qu'en syllabes nasales isolées.

## Tons
Le système jyutping utilise le système linguistique de 6 contours de ton,. C'est-à-dire que la catégorie classique de rù n'est pas reconnue dans la numérotation.
| Ton             | 陰平 yin ping | 陰上 yin shang | 陰去 yin qu | 陽平 yang ping | 陽上 yang shang | 陽去 yang qu | 高陰入 yin ru supérieur | 低陰入 yin ru inférieur | 陽入 yang ru |
| Ton (API)       | 55/53         | 35             | 33          | 21/11          | 23              | 22           | 5                       | 3                       | 2            |
| Hanzi d'exemple | 分            | 粉             | 訓          | 焚             | 奮              | 份           | 忽                      | 發                      | 佛           |
| Numéro          | 1             | 2              | 3           | 4              | 5               | 6            | 1                       | 3                       | 6            |
| Jyutping        | fan¹          | fan²           | fan³        | fan⁴           | fan⁵            | fan⁶         | fat¹                    | faat³                   | fat⁶         |

## Comparaison avec la romanisation de Yale
Le Jyutping et la romanisation de Yale (en) représentent les prononciations cantonaises avec les mêmes lettres :
- Les initiales : b, p, m, f, d, t, n, l, g, k, ng, h, s, gw, kw, w.
- Les voyelles : aa (sauf lorsqu'elle est utilisé seule), a, e, i, o, u, yu.
- Les consonne nasales : m, ng.
- Les codas : i, u, m, n, ng, p, t, k.

Mais ces systèmes diffèrent sur les points suivants :
- Les voyelles eo et oe représentent respectivement /ɵ/ et /œː/ en Jyutping, alors que eu représente les deux voyalles en Yale.
- L'initiale j représente /j/ en Jyutping alors que y est utilisé en Yale.
- L'initiale z représente /ts/ en Jyutping alors que j est utilisé en Yale.
- L'initial c représente /tsʰ/ en Jyutping alors que ch est utilisé en Yale.
- En Jyutping, si aucune consonne ne précède la voyelle yu, l'initiale j est ajoutée devant la voyelle. En Yale, l'initiale y correspondante n'est en aucun cas ajouté devant yu.
- Le Jyutping définit trois finales qui ne figurent pas dans Yale : eu /ɛːu/, em /ɛːm/, et ep /ɛːp/. Ces trois finales sont utilisées dans les mots cantonais familiers, tels que deu6 (掉), lem2 (舐), et gep6 (夾).
- Pour représenter les tons, seuls les numéros de ton sont utilisés en Jyutping, alors que Yale utilise traditionnellement les marques de ton avec la lettre h (bien que les numéros de ton puissent également être utilisés à Yale).

## Comparaison avec la romanisation de l'Institut d'éducation
Le Jyutping et la romanisation de l'Institut d'éducation représentent les prononciations cantonaises avec les mêmes lettres :
- Les initiales : b, p, m, f, d, t, n, l, g, k, ng, h, s, gw, kw, j, w.
- Les voyelles : aa, a, e, i, o, u.
- Les consonnes nasales : m, ng.
- Les coda : i (à l'exception de son utilisation dans la coda /y/ en Jyutping), u, m, n, ng, p, t, k.

Mais ils ont des différences :
- La voyelle oe représente à la fois /ɵ/ et /œː/ en romanisation de l'Institut d'éducation, tandis que eo et oe représentent respectivement /ɵ/ et /œː/ en Jyutping.
- La voyelle y représente /y/ en romanisation de l'Institut d'éducation tandis que yu (utilisée dans le noyau) et i (utilisée dans la coda de la finale -eoi) sont utilisées en Jyutping.
- L'initial dz représente /ts/ en romanisation de l'Institut d'éducation tandis que z est employé en Jyutping.
- L'initiale ts représente /tsʰ/ en romanisation de l'Institut d'éducation tandis que c est employé en Jyutping.
- Pour représenter les tons, les chiffres de 1 à 9 sont généralement utilisés dans la romanisation de l'Institut d'éducation, bien que l'utilisation de 1, 3, 6 pour remplacer 7, 8, 9 pour les tons d'entrée soit acceptée. Cependant, seuls les chiffres 1 à 6 sont utilisés en Jyutping.

## Exemples
| Traditionnel | Simplifié | Romanisation     |
| ------------ | --------- | ---------------- |
| 廣州話       | 广州话    | Gwong2 zau1 waa2 |
| 粵語         | 粤语      | Jyut6 jyu5       |
| 你好         | 你好      | nei5 hou2        |

Exemple de transcription d'un des 300 poèmes des Tang:
| 春曉 孟浩然  | Ceon1 Hiu2 Maang6 Hou6 jin4 |
| ------------ | --------------------------- |
| 春眠不覺曉， | Ceon1 min4 bat1 gok3 hiu2,  |
| 處處聞啼鳥。 | cyu3 cyu3 man4 tai4 niu5.   |
| 夜來風雨聲， | Je6 loi4 fung1 jyu5 sing1,  |
| 花落知多少？ | faa1 lok6 zi1 do1 siu2?     |

## Méthode de saisie Jyutping
La méthode Jyutping (粵拼輸入法) désigne une famille de méthodes de saisie basées sur le système de romanisation Jyutping.
La méthode Jyutping permet à un utilisateur de saisir des caractères chinois en entrant le Jyutping d'un caractère chinois (avec ou sans tonalité, selon le système) et en présentant ensuite à l'utilisateur une liste de caractères possibles avec cette prononciation.

### Liste des utilitaires de saisie au clavier Jyutping
- Online Jyutping Input Method (網上粵拼輸入法)
- MDBG Type Chinese
- Red Dragonfly (紅蜻蜓粵語拼音詞語輸入法)
- LSHK Jyutping pour Mac (Mac OS 9 et macOS)
- Hong Kong Cantonese 2010 (via Microsoft Office IME 2010)
- Canton Easy Input (粵語拼音輸入法)
- Cantonese Phonetic IME (廣東話拼音輸入法) (également appelé Cantonese Phonetic IME (CPIME) Jyutping' dans Windows 10[8])
- RIME (小狼毫輸入法引擎)
- Gboard